# Invert II 覗き窓の死角
『invert II 覗き窓の死角』(インヴァートツー ファインダーのしかく）は、相沢沙呼による小説。「城塚翡翠シリーズ」の第3作。
『小説現代』2021年9月号に掲載された中編『生者の言伝』と書き下ろしの長編『覗き窓の死角』が収録されている。
前作『invert 城塚翡翠倒叙集』に引き続き、予め読者に犯人を明かした状態で、主人公の城塚翡翠が犯行トリックを解明する倒叙ミステリの構成で物語が展開される。
2022年11月に日本テレビ系「日曜ドラマ」枠で収録作の『生者の言伝』がテレビドラマ化された。

## あらすじ
倒叙形式で予め読者に犯人を明かした状態で、翡翠が犯行トリックを解明する。
「生者の言伝」
夏木蒼汰は友人・悠斗の家族が所有する別荘で、悠斗の母親を期せずして殺害してしまう。取り乱す蒼汰の元に、豪雨で車が運転できないと城塚翡翠と千和崎真が助けを求め現れる。
別荘の住人を装い予期せぬ訪問者たちを迎え入れる蒼汰であったが、翡翠の問いかけや要求に、殺人を隠すため誤魔化しながら対応していく。
「覗き窓の死角」
写真家の江刺詢子は、妹を自殺に追いやったモデルの藤島花音を入念に練られた計画のもと殺害し、復讐を果たす。
詢子の計画とは、2週間前に偶然カフェで知り合った城塚翡翠をモデルに殺害時刻に写真撮影を行い、アリバイ証人に仕立てるものであった。友人になれると思っていた詢子が藤島殺害の容疑者に浮かび上がり、翡翠は警察からの詢子のアリバイ崩しの要請に葛藤する。

## 登場人物

### 主要人物
城塚翡翠（じょうづか ひすい）
主人公。霊媒で死者の言葉を伝えることができる美少女。
千和崎真（ちわさき まこと）
翡翠のパートナー。

### 「生者の言伝」
夏木蒼汰（なつき そうた）
15歳の少年。殺人犯。
悠斗の母親
蒼汰の友人・悠斗の母親。被害者。

### 「覗き窓の死角」
江刺詢子（えさし じゅんこ）
写真家。殺人犯。翡翠とはミステリ小説ファンとして意気投合している。
藤島花音（ふじしま かのん）
モデル。被害者。詢子の妹をいじめて自殺に追い込んでいる。

## 書誌情報
- 相沢沙呼『Invert II 覗き窓の死角』
  - 単行本：2022年9月12日発行（2022年9月14日発売[3]）、講談社、ISBN 978-4-06-528638-8

## オーディオブック
2023年11月15日よりオトバンクが運営するaudiobook.jpにて配信。また、併せて相沢沙呼の書き下ろしによる『invert 番外編 城塚翡翠のナビゲート』『invert 番外編 城塚翡翠のBBQ』『invert 番外編 城塚翡翠の渓流釣り』『invert 番外編 城塚翡翠の倒叙解説』が配信された。

### キャスト
- 城塚翡翠 - 古賀葵[4]
- 千和崎真 - 田澤茉純[4]
- 夏木蒼汰 - 藤原夏海[4]
- 江刺詢子 - 福原綾香[4]
- 蝦名海斗 - 佐藤元[4]
- 槙野怜苑 - 阿座上洋平[4]
- 藤島花音 - 関根瞳[4]
- ボルケーノ太田、涼本あきほ、蟹江俊介、能勢綺梨花、キンダイチ[4]

## テレビドラマ
『invert 城塚翡翠 倒叙集』(インヴァート じょうづかひすいとうじょしゅう）のタイトルで2022年11月20日から12月25日まで、日本テレビ系「日曜ドラマ」枠で放送されたうち、収録作の「生者の言伝」が第3話でテレビドラマ化された。詳細は『invert 城塚翡翠倒叙集』を参照。